# Vụ xả súng Darfur 2020
Xả súng tại Darfur năm 2020 là hai vụ xả súng hàng loạt xảy ra vào tháng 7 năm 2020 tại một số khu vực của Darfur, Sudan. Lãnh đạo Sudan và Liên Hợp Quốc cho rằng các vụ thảm sát này có liên quan đến các cuộc xung đột đất đai liên quan đến quyền đất đai nông nghiệp.

## Bối cảnh
Từ năm 2003, một cuộc chiến đã diễn ra ở Darfur, phía tây Sudan. Trong thời kỳ bạo lực, nhiều nhóm dân cư đã bị đuổi ra khỏi nơi sinh sống của họ, trong khi những người khác chuyển đến và chiếm giữ các vùng đất đai này. Trong những năm 2010, các chủ sở hữu đất ban đầu đã quay trở lại và tranh chấp quyền sở hữu. Việc canh tác nông nghiệp trong khu vực bị gián đoạn trong thời gian xung đột. Đầu năm 2020, chính phủ Sudan buộc phải can thiệp để trả lại đất cho chủ sở hữu ban đầu.

## Những vụ xả súng

### 12 tháng 7: Kutum, Bắc Darfur
Vào ngày 12 tháng 7 năm 2020, ít nhất 9 người đã thiệt mạng và 20 người bị thương trong một cuộc tấn công có vũ trang nhắm vào người biểu tình được thực hiện bởi các dân quân vũ trang không xác định. Họ đi xe máy, lạc đà và ngựa vào khu vực Fata Borno của Kutum, Bắc Darfur. Chính phủ đã phản ứng bằng quyết định áp đặt tình trạng khẩn cấp trên toàn vùng. Các nhân chứng tiếp tục tuyên bố rằng các dân quân đã sử dụng vũ khí hạng nhẹ và hạng nặng và cướp phá các khu chợ của thị trấn, sau khi lực lượng cảnh sát rời đi.

### 24 tháng 7: Aboudos, Nam Darfur
Theo nhà chức trách địa phương, vào ngày 24 tháng 7 năm 2020, các tay súng đã xông vào làng Aboudos, Nam Darfur, Sudan, bắn giết khiến ít nhất 20 người thiệt mạng và 22 người khác bị thương. Theo Thủ tướng Abdalla Hamdok, các nạn nhân bao gồm trẻ em. Ông cho rằng vụ bạo lực nêu trên bắt nguồn từ việc nông dân trong khu vực trở về cánh đồng của họ trong thời điểm mà chính phủ cam kết đưa quân tới Darfur để "bảo vệ công dân và mùa canh tác". Những đội quân này sẽ dàn trải trên toàn bộ khu vực Darfur, bao gồm cả các đơn vị cảnh sát và quân đội.

### 25–26 tháng 7: Masteri, Tây Darfur
Vào ngày 25 và 26 tháng 7 năm 2020, một vụ xả súng khác do 500 kẻ có vũ trang thực hiện xảy ra ở Tây Darfur, Masteri, gần Beida, một cộng đồng Masalit, làm hơn 60 người chết. Masteri là một làng biên giới với Tchad. Liên Hợp Quốc (LHQ) nói rằng có 60 người khác bị thương trong vụ tấn công và những kẻ tấn công cũng cướp phá và đốt cháy các ngôi làng. Một tuyên bố của Liên Hợp Quốc cho biết đây là "một trong những sự cố an ninh mới nhất được báo cáo trong tuần qua", đồng thời khẳng định nhiều ngôi làng khác trong khu vực đã bị phá hủy. Báo cáo chỉ ra có ít nhất 7 vụ tấn công chết người ở West Darfur kể từ ngày 19 tháng 7. Liên Hợp Quốc cho rằng nguồn cơn của cuộc xung đột này có liên quan đến tranh chấp quyền sở hữu đất đai. Cụ thể, sau khi nhóm người định cư ở Darfur rời khỏi khu vực này vào đầu những năm 2000, các nhóm người khác đã đến lấn chiếm. Trong những năm gần đây, các nhóm người khi xưa rời đi lại cố gắng trở về khu vực này, khiến căng thẳng leo thang. Không có nhóm nào đứng ra nhận trách nhiệm về các cuộc tấn công.